# 4Gamer.net
4Gamer.net est un site web japonais spécialisé dans le jeu vidéo, lancé en 2000. Il appartient au groupe japonais Aetas, filiale du groupe Digital Hearts Holdings (ja), duquel il est un des sites de référence.

## Historique et contenu
4Gamer.net est lancé en août 2000. Lors de sa sortie, il se spécialise dans les actualités et les tests dits « étrangers » pour les japonais, comme les FPS, ou les RTS. Petit à petit, il s'ouvre également à d'autres domaines, pour devenir plus complet, comme les jeux mobiles, les MMORPGs et les jeux de drague.
En 2012, Digital Hearts Holdings (ja) acquiert Aetas, précédent propriétaire de 4Gamer.net, pour la somme de 800 millions de yens. Il s'agit de l'un des sites de jeux vidéo les plus visités du Japon.
Le site est utilisé en référence par plusieurs sites spécialisés, à la fois japonais comme Famitsu, et américains comme IGN, Eurogamer ou 1up.com,.